# Andrea Debono
Pour les articles homonymes, voir Debono.
Andrea Debono (1821-1871) était un marchand et explorateur maltais, particulièrement connu pour avoir été le premier européen à découvrir les sources du Nil Blanc. Il participa grandement au mouvement d'exploration et de cartographie de l'intérieur du continent africain. 
Il passa près de vingt ans de sa vie dans les régions équatoriales difficiles africaines, à la tête de plusieurs navires et d'une armée personnelle.  
Andrea Debono et son neveu ont été accusés de trafic d'esclaves. Il comparurent devant le juge Sir. E. Hornby qui abandonna toutes les charges envers ces derniers. 

## Biographie
Andrea Debono est né le 7 novembre 1821 à Senglea. Il est le fils de Michael Debono, alors capitaine de marine marchande, et de Teresa Debono (née Carabott). Il étudie durant sa jeunesse la médecine et la pharmacie. 
À la mort de son père, Andrea Debono se rend au Caire puis à Khartoum en 1848. Il se tourne alors vers le commerce de l'ivoire qui lui apporte très rapidement des profits considérables. Le développement de son activité permet à Andrea Debono d'accorder à ses expéditions des moyens de plus en plus importants. Il dispose dès 1851 de plusieurs navires et d'une armée personnelle afin de faire face aux indigènes hostiles, mais aussi afin d'assurer le bon transport des marchandises tout au long des expéditions pouvant durer plusieurs mois. 
En avril 1853, il est le premier explorateur à atteindre les rapides de Djiamoudj, recueillant par la même occasion des données géographiques sur la configuration du Nil Blanc et de la rivière Semliki. Entre 1854 et 1855, il voyage jusqu'à l'embouchure du Sobat, dont il fera la cartographie sur près de 300 miles. Andrea Debono au cours de ses nombreuses expéditions s'entoure de scientifiques comme le Dr Alfred Peney, membre de la société de géographie de Paris. Des extraits des notes et du journal de voyage d'Alfred Peney seront publiés dans le Bulletin de la Société de géographie de Paris en juillet 1863, retraçant ses dernières explorations aux côtés du négociant maltais. 
En 1862, Andrea Debono publie "Fragment d'un voyage au Saubat (affluent du Nil blanc)" où il décrit ses expéditions. 
À la fin des années 1860, Andrea Debono et son neveu Amabile sont accusés de trafic d'esclaves et comparaissent devant le juge Sir. E. Hornby. Toutes les charges sont abandonnées envers ces derniers qui sont alors libérés. Cet événement a participé à entacher la réputation d'Andrea Debono et à minimiser son rôle d'explorateur et de cartographe de l'intérieur du continent africain. 
Andrea Debono meurt du paludisme au Caire le 29 octobre 1871.

## Littérature et ouvrages
Jules Verne évoque à de nombreuses reprises le nom d'Andréa Debono sous la graphie « De Bono » dès le premier chapitre de Cinq semaines en ballon. Dans le roman, le personnage de Fergusson découvre lorsqu'il arrive sur l'île de Benga les initiales de De Bono gravées sur un rocher.
Charles Catania a consacré un ouvrage sur la vie d'Andrea Debono intitulé Andrea De Bono: Maltese Explorer On The White Nile, publié en 2002. 
Andrea Debono et son neveu Amabile font l'objet d'une description détaillée dans un ouvrage de John Humphries intitulé Search for the Nile’s Source: The Ruined Reputation of John Petherick, publié en 2014.

## Publications
- « Voyage au fleuve Blanc, en 1861 : nouveaux documents pour servir à l’histoire de la recherche des sources du Nil », Nouvelles annales des voyages, Paris, vol. 3,‎ 1862, p. 5-38 (lire en ligne).